# جيرالد وايت
جيرالد وايت (4 يونيو 1933 في المملكة المتحدة - 19 يونيو 2001 في المملكة المتحدة) (بالإنجليزية: Gerald Wyatt)‏ هو لاعب كريكت بريطاني. لعب مع نادي مقاطعة ديربيشاير للكريكت ‏.